# Teo González (pintor)
Teo González, (Quinto, 7 de agosto de 1964) es un pintor posminimalista español.

## Vida y obra
Teo González nació en Quinto y se crio Zaragoza. Durante su juventud obtuvo numerosas distinciones en dibujo concedidas por el Gobierno de España. En 1991 se trasladó a California, donde asistió a la universidad estatal californiana de Bakersfield. Se graduó con grandes alabanzas en 1997, recibiendo el Grado de Bellas Artes.
Su primera muestra en solitario fue con Brian Gross Fine Art en San Francisco (California, Estados Unidos) en 1996. Actualmente trabaja y vive en el barrio neoyorquino de Brooklyn. El trabajo de Teo González es conocido por la utilización de gotas de pigmento y cuadrículas, y es frecuentemente comparado con Agnès Martin, Jackson Pollock y Sol LeWitt.

## Museos y Colecciones Públicas
The Museum of Modern Art, Nueva York (EE. UU.), Los Angeles County Museum of Art, California (EE. UU.), National Gallery of Art, Washington D. C. (EE. UU.), Museo Pablo Serrano, Zaragoza (España), Ayuntamiento de Miego, Cantabria (España), Corcoran Gallery of Art, Washington D. C. (EE. UU.), Hood Museum of Art, Dartmouth College, Nuevo Hampshire (EE. UU.), San Diego Museum of Art, California (EE. UU.), New Mexico Museum of Art, Santa Fe, Nuevo México (EE. UU.), Museo de Dibujo Julio Gavín-Castillo de Larrés (España), Fifth Floor Foundation, Nueva York (EE. UU.), The Judith Rothschild Foundation, Nueva York (EE. UU.), Achenbach Foundation Fine Arts Museums of San Francisco, California (EE. UU.), The Progressive Art Collection, Ohio (EE. UU.), Borusan Contemporary Art Collection, Estambul (Turquía), Circa XX, Madrid (España).